# Universität von Katar

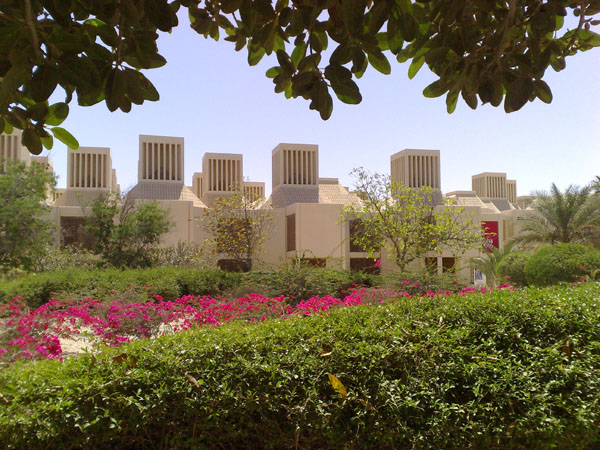
Östliche Ansicht

Die Universität von Katar (arabisch جامعة قطر, DMG Ǧāmiʿat Qaṭar; deutsch Qatar University) ist eine staatliche Universität in der Stadt Doha in Katar. Sie ist aus der älteren Pädagogischen Hochschule hervorgegangen. Mit etwa 73 % der 8.700 Studenten im Wintersemester 2010/11 hatte die Universität einen bemerkenswert hohen Frauenanteil. Im Studienjahr 2013/14 hat die Universität circa 15.000 Studierende. Trotz der qualitativ hochwertigen Angebote der Education City werden an dieser Universität weiterhin Großteile der katarischen Akademikerschaft ausgebildet.

## College of Sharia and Islamic Studies
Ein früh gegründetes College ist das College für Scharia und Islamische Studien. Drei seiner Professoren gehörten zu den Unterzeichnern der Botschaft aus Amman (Amman Message): Aisha al-Mannai (Dekan der Fakultät für Islamisches Recht), Ali al-Qaradaghi (Fakultät für Scharia) und Ali Ahmad Al-Salus (Fakultät für Scharia).